# William Gibson (homme politique ontarien)
Pour les articles homonymes, voir William Gibson (homonymie) et Gibson.
William Gibson (7 août 1849-4 mai 1914) est un homme politique canadien de l'Ontario. Il est député fédéral libéral de la circonscription ontarienne de Lincoln et Niagara de 1891 à 1900.

## Biographie
Né à Peterhead en Écosse, Gibson étudie en Écosse et émigre au Canada en 1870. Ingénieur et entrepreneur en construction, il est impliqué dans la construction du Tunnel St. Clair, du canal Welland, du Victoria Bridge et de plusieurs ponts ferroviaires sur le tronçon du Grand Tronc. Il exploite également une carrière de calcaire près de Beamsville et occupe également la fonction de président de la Bank of Hamilton (en), de la Hamilton Gaslight Company et de la Keewatin Power Company.
Nommé au Sénat du Canada en février 1902, il demeure en poste jusqu'à son décès à Beamsville à l'âge de 64 ans.